# توفيق التميمي
توفيق محمد حسن عطوان التميمي (1962 - اختفى في 9 مارس 2020) صحفي عراقي. ولد في البصرة. درس الزراعة في جامعة بغداد وتخرج سنة 1985، ثم مال إلى الصحافة فدرس في الجامعة نفسها وتخرج سنة 2004. اهتم بالصحافة الوثائقية واستقصائية، وتوثيق الذاكرة العراقية منذ تأسيس العراق الحديث. كتب في عدد من الصحف والدوريات العراقية والعربية، بجانب تقديمه للبرنامج الوثائقية. اختطفه مجهولون في 9 مارس 2020 في حي أور شرقي العاصمة بغداد أثناء ذهابه إلى العمل. ومصيره ومكان وجوده لا يزالا مجهولين لغاية اليوم، 5 سنواتٍ وشهرًا واحدًا و20 يومًا. 

## سيرته
ولد توفيق محمد حسن عطوان التميمي سنة 1962 م/ 1382 هـ في البصرة في فترة الجمهورية العراقية الأولى. حصل على بكالوريس زراعة من جامعة بغداد سنة 1985، ثم بكالوريوس إعلام صحافة منها سنة 2004. 

## مهنته الإعلامية
هو عضو عامل في نقابة الصحفيين العراقيين، والاتحاد العام للأدباء والكتاب في العراق. عيّن مسؤول ملحق أدب وثقافة في جريدة الصباح، ومدير القسم الثقافي فيها منذ 2005 حتى 2007، ثم مسؤول ملحق الأسرة والمجمتع من 1 نوفمبر 2011. وأخيرًا مسؤول قسم صحف المحافظات. وعمل أيضًا محررا في مجلة الاسبوعية العراقية في بيروت من 1 أغسطس 2007، حتى اختطافه.

دخل الصحافة منذ 1980 وكتب في مختلف الصحف المحلية والعربية. عمل معدًا ومقدمًا لبرنامج ملتقى الصحافة الاسبوعي من قناة الديار الفضائية 2004-2005، ثم في برنامج ثقافي في قناة الانوار. عمل مديرًا تحريرًا لمجلة «الإسلام والديموقراطية» من 2003، ومجلة «الكوثر» النجفية من 1998 حتى 2006، ومجلة «المواطنة والتعايش».

اهتم بجمع الوثائق والمخطوطات والآثار ومصادر لتوثيق التاريخ العراقي المعاصر، ما يسيمه بـ«الذاكرة العراقية». وجعل من الحفاظ على الذاكرة العراقية مشروعًا ثقافيًا خاصًا له وسعى للحفاظ على تلك الذاكرة بكل تصنيفاتها. وأكد مرات على ضعف الوعي العام لدى العراقيين في الاهتمام بذاكرته التاريخية والشعبية والحفاظ عليها، عبر مؤسسات حكومية تحفظ للذاكرة العراقية مكانتها، وهيبتها وحقيقتها.

### اختطافه
| هبطت اسعار النفط الخام الىً ادنى درجاتها هذا اليوم منذ ١٩٩١حيث وصلت هذا الصباح٣١دولار ترى ماذا سيفعل جهابذة وعباقرة السلطة في العراق للخروج من هذه الكارثة في غياب تنويع مصادر الميزانية المالية العامة ؟؟؟؟ |
| —آخر منشور على فيسبوك من توفيق التميمي قبل اختطافه، نُشر في 9 مارس 2020 |

تعرض للاختطاف لحظة توجهه من منزله لمقر عمله بجريدة الصباح ببغداد في 9 مارس (آذار) 2020 / 15 رجب 1441 .  ومكان وجوده ومصيره لا يزالا مجهولين. قبل يومين من اختطافه، نشر على صفحته على فيسبوك صورة لنفسه مع مازن لطيف، الناشر والكاتب الذي اختفى في 1 فبراير 2020 ودعا إلى إطلاق سراحه. كما أعرب عن دعمه لتظاهرات تشرين العراقية وقبل اختطافه بقليل، انتقد سوء الإدارة الاقتصادية للحكومة العراقية. بحسب موقع مِنا حقوق الإنسان:
وعائلة التميمي لم تتلق أي معلومات تتعلق بالجناة المسؤولين عن اختفائه القسري، ويعتقدون أنه اختطف من قبل «ميليشيا تعمل بتفويض أو دعم أو موافقة أو إقرار من الدولة نتيجة للتعليقات التي أدلى بها على فيسبوك.» قدمت عائلته شكوى في مديرية مكافحة الجريمة في 10 مارس. في نفس اليوم، أعرب سفير البريطانيا لدى العراق ستيفن هيكي عن قلقه بشأن اختطاف التميمي على تويتر. وحث السلطات العراقية على إجراء تحقيق فوري.

في 6 أبريل 2020 طلبت منّا لحقوق الإنسان وجمعية الوسام الإنسانية التدخل العاجل للجنة الأمم المتحدة المعنية بحالات الاختفاء القسري.  ثم في 15 أبريل دعا المرصد العراقي للحريات الصحافية، في بيان له السلطات العراقية إلى سرعة البحث والتحري لمعرفة مصيره. طالبت شبكة الإعلام العراقي الجهات الأمنية بتحمل مسؤولياتها لاختطاف التميمي. كما استنكرت نقابة الصحفيين العراقيين والاتحاد العام للصحفيين العرب حادث الاختطاف. 

وبعد وقفات تضامنية داخلية وخارجية للمطالبة بالكشف عن مصير التميمي في شهر أبريل، استقبل رئيس مجلس الوزراء الجديد مصطفى الكاظمي عائلته في 25 يوليو/ تموز. وأكد أن الحكومة «تبذل قصارى جهدها لمتابعة قضية اختطاف وإنهاء معاناته، وهي جادة أيضا بمتابعة ملف جميع المختطفين وحسم هذا الملف.»  في 18 مايو دعت جمعية الناشرين والكُتبيين في العراق، رئيس الوزراءبالكشف عن مصيره. 

وفي الذكرى السنوية الأولى لاختفائه، وجّه سعد ناجي جواد الساعاتي إلى الجهة التي اختطف التميمي «مناشدة انسانية بحتة معتمدة على مباديء الدين الإسلامي الحنيف، وان اطلب منها ان تفرج عنه وعن زميله (مازن لطيف)، الذي لم اتشرف بمعرفته، لكي يعودا إلى عائلتيهما اللتين نكبتا بغيابهما..اكرر القول ان الجهة التي تحتجز الصديق توفيق التميمي وزميله غير معروفة ولهذا جاءت مناشدتي الإنسانية بهذه الصيغة العامة.» 

## جوائزه
- 2005: أفضل اعلامي في العراق لعام 2004 من مهرجان المربد. [3]
- 29 أكتوبر 2005: الجائزة الأولى للحوار الصحفي في الملتقى الثقافي العراقي الأول لمسابقة الدولة.[3]
- 2010: جائزة أفصل تقرير خبري في مسابقة فضائية الاتجاه الأولى.
- 2010: الجائزة الأولى في مسابقة ناجي جواد الساعاتي لأدب الرحلات عن كتابه «مقاربات الأمكنة».

## مؤلفاته
- «مقاربات الأمكنة»، 2010
- «ذاكرة الرصيف: فصول غير مروية من شارع المتنبي»، 2010
- «ثقافة العنف في العراق»، مشترك
- «شهادات عراقية (1): حوارات في ذاكرة عراقية»، 2011: هو فصول من حوارات مع ذاكرة عراقية تكشف بعض فصولها لأول مرة من شهودها الأحياء شيوعيين وقوميين واسلاميين ومستقلين.[13]
- «المثقف في وعيه الشقي؛ حوارات في ذاكرة عبد الحسين شعبان»، 2014 (ردمك 9786144179970)
- «من يوميات عالم شيعي في مصر: عشرون عاما من ذاكرة ممثل مرجعية الحكيم السيد طالب الرفاعي»، 2018 (ردمك 9781773225746)
- «أعلام عراقيون في القرن العشرين»، 2018 (ردمك 9781784811419)

## وصلات خارجية
- في موقع الحوار المتمدن
- في مركز النور
- في موقع الكتابات
- صحيفة التآخي